# Zelleria
Zelleria é um gênero de mariposa pertencente à família Acrolepiidae.